# Charmes-sur-l'Herbasse
Charmes-sur-l'Herbasse è un comune francese di 915 abitanti situato nel dipartimento della Drôme della regione dell'Alvernia-Rodano-Alpi.

## Società

### Evoluzione demografica
Abitanti censiti